# 허브 에델만

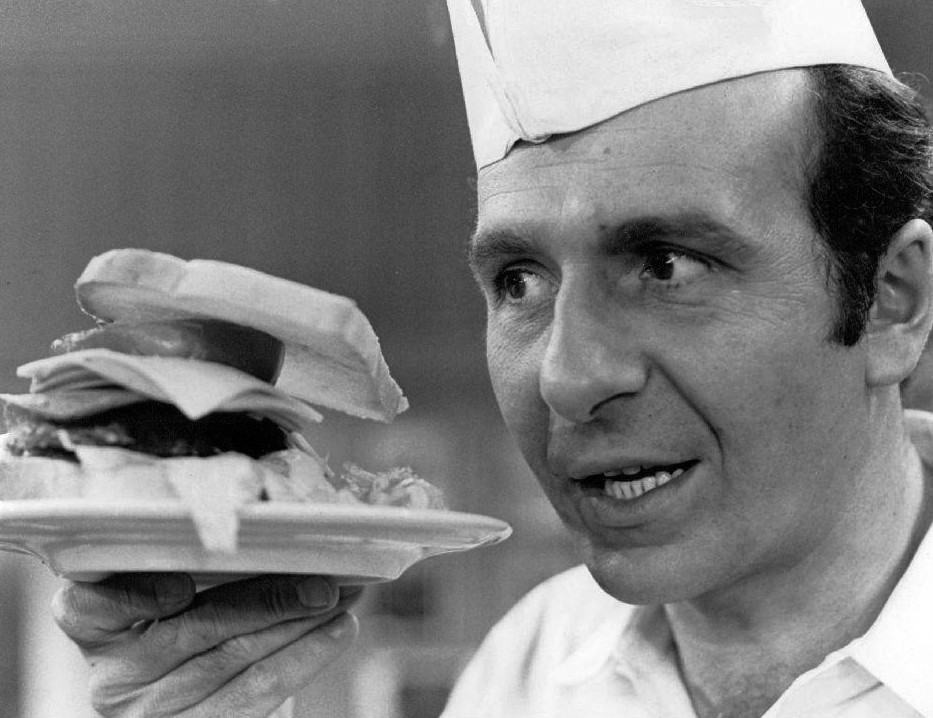

허브 에델만(Herb Edelman, 1933년 11월 5일 ~ 1996년 7월 21일)은 미국의 배우, 연극 배우, 텔레비전 배우, 영화배우이다.
브루클린에서 태어났으며 우들랜드힐스에서 사망하였다. 사인은 폐기종이다.

## 출연 작품

### 영화
- 글래스 루츠 (1992년)
- 쾌찬차 (1984년)
- 크랙킹 업 (1983년)
- 옳은 길 (1981년)
- 남자는 괴로워 24 (1979년)
- 돌격 부대 (1979년)
- 꿈꾸는 낙원 (1978년)
- 진실한 사랑 (1978년)
- 해저 금괴 대소동 (1978년)
- 캘리포니아의 다섯 부부 (1978년)
- 사랑의 유람선 (1977년)
- 암흑가의 결투 (1975년)
- 하츠 오브 더 웨스트 (1975년)
- 특종 기사 (1974년)
- 코작 (1973년)
- 추억 (1973년)
- 샌프란시스코 수사반 (1972년)
- 네온 셀링 (1970년)
- 별난 커플 (1968년)
- 전격 후린트 특공작전 (1967년)
- 맨발 공원 (1967년)

### 텔레비전
- Knots Landing (1990)